# Ártánd
Ártánd je vesnice v Maďarsku v župě Hajdú-Bihar, spadající pod okres Berettyóújfalu, těsně u hranic s Rumunskem. Bezprostředně sousedí s městem Biharkeresztes a nachází se asi 18 km jihovýchodně od Berettyóújfalu. V roce 2015 zde žilo 514 obyvatel. Podle údajů z roku 2001 zde bylo 99 % obyvatel maďarské a 1 % romské národnosti. V roce 2011 zde v důsledku stěhování se z blízkého rumunského města Oradea do Ártándu bylo 8 % obyvatel rumunské národnosti.
Sousedními vesnicemi jsou Bedő, Bojt, Mezőpeterd, Told a rumunský Borș, sousedním městem Biharkeresztes. Nachází se zde hraniční přechod Ártánd-Borș, ve kterém taktéž přechází maďarská silnice 42 v rumunskou dálnici DN1.